# August Cesarec

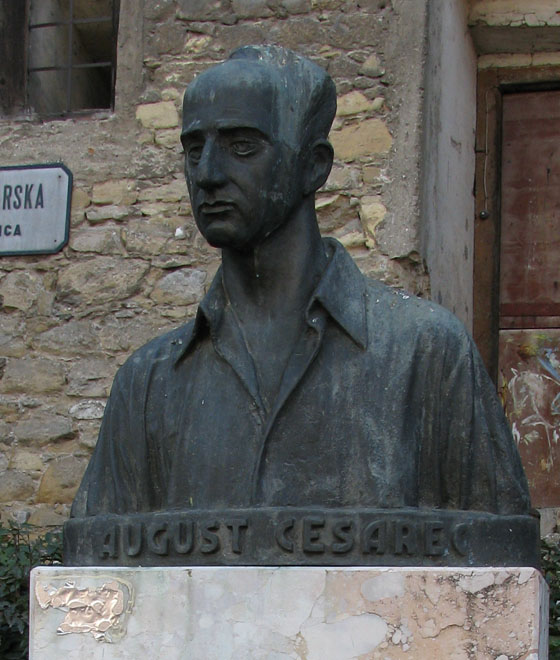
August Cesarec

August Cesarec (4. prosince 1893, Záhřeb – 15. července 1941, nedaleko Maksimiru) byl chorvatský spisovatel levicového smýšlení a spolupracovník Miroslava Krleži.

## Život
Jako mladý student se účastnil chorvatských nacionalistických akcí, za zapletení se do plánovaného atentátu na chorvatského vicekrále Slavka Cuvaje byl odsouzen ke dvěma letům ve vězení ve Sremské Mitrovici. Během vězení začal studovat díla levicových autorů, jako byli například Kropotkin, či Max Stirner. Jeho nadšení rozproudila socialistická revoluce v Rusku na začátku listopadu 1917.
S předním chorvatským spisovatelem, Krležou, pracoval například na společném literárním magazínu, v politickém smýšlení ním byl významně ovlivněn, hlavně v opovržení kapitalismem a buržoazií. Cesarecovo nejznámější dílo, Zlatá mládež (Zlatni mladić), která je rovněž kritikou tehdejších poměrů, dalo vzniknout termínu pro fenomén 90. let 20. století - dobře finančně zajištěné potomky podnikatelů a dobře postavených lidí. Další Cesarecovy práce pak jsou romány Carovo království a Uprchlíci. Z děl zahraničních autorů přeložil práce Maxima Gorkého, Victora Huga a Émile Zoly.
Cesarec se také politicky angažoval; vstoupil do Komunistické strany Jugoslávie. Protože během meziválečného období panoval v jugoslávském království silný antikomunistický sentiment, musel Cesarec prožít mnohá léta v emigraci, například v Praze, či ve Vídni. Teror zesílil až v době, kdy se moci v Chorvatsku chopili Ustašovci; v březnu 1941 byl Cesarec zajat spolu s dalšími několika desítkami příslušníků chorvatské levicové inteligence a zastřelen v lesích nedaleko Maksimiru.
Jeho jméno nese část starého Horního města v Záhřebu a ulice v Osijeku.